# 德文斯 (麻薩諸塞州)
德文斯（英語：Devens）是位於美國麻薩諸塞州米德爾塞克斯縣及烏斯特縣的一個普查規定居民點。

## 人口
根據2020年美國人口普查的數據，德文斯的面積為17.80平方千米，當中陸地面積為17.57平方千米，而水域面積為0.23平方千米。當地共有人口1697人，而人口密度為每平方千米95.34人。